# Quesse (tengwar)

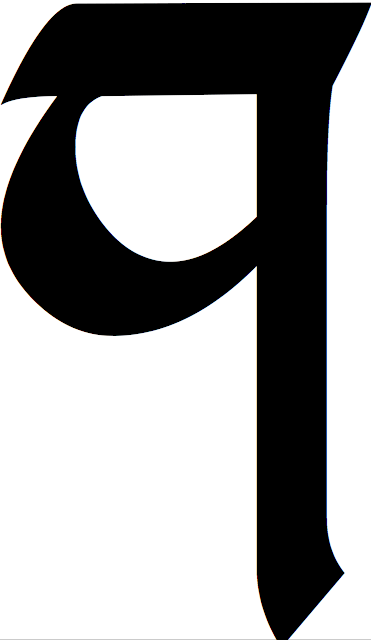
quesse

Quesse (kʷesse) es la cuarta letra del sistema de escritura que inventó J. R. R. Tolkien conocido como Tengwar, en sus obras como El Señor de los Anillos. Tiene su tallo(telco) alzado y un solo arco (lúva) (cerrado y al revés).
En el Alfabeto Fonético Internacional es la Oclusiva velar sorda, que en castellano es "K","Qu" o "C" antes de "a" "o" o "u".
En quenya significa "pluma"
| Predecesor: Calma | Quesse | Sucesor: Ando |
| ----------------- | ------ | ------------- |

- Datos: Q30919191